# Solanum commersonii
Solanum commersonii är en potatisväxtart som beskrevs av Michel Félix Dunal. Solanum commersonii ingår i släktet skattor som ingår i familjen potatisväxter. Inga underarter finns listade i Catalogue of Life.